# ياسمين أدار
ياسمين أدار (مواليد 6 ديسمبر 1991) هي لاعبة مصارعة حرة تركية، فازت بالميدالية البروزنية في وزن 76 كج في الألعاب الأولمبية الصيفية 2020.

## وصلات خارجية
- ياسمين أدار على موقع قاعدة بيانات المصارعة الدولية (الإنجليزية)
- ياسمين أدار على موقع اللجنة الأولمبية الدولية (الإنجليزية)
- ياسمين أدار على موقع أوليمبيديا (الإنجليزية)
- ياسمين أدار على موقع اللجنة الأولمبية التركية (التركية)